# Pasquale Iscaro
Pasquale Iscaro (Pietrastornina, 24 settembre 1945 – Luzzara, 28 luglio 1998) è stato un militare italiano, Brigadiere Capo dell'Arma dei Carabinieri, insignito di medaglia d'oro al valor militare.

## Biografia
Nacque a Pietrastornina il 24 settembre 1945, da Angelo, amministratore di condomini, che si trasferì a Napoli per motivi di lavoro e che in gioventù aveva prestato servizio nell'Arma, e da Gemma Coppola. Ultimo di tre figli, dopo aver conseguito la licenza di Avviamento professionale di tipo industriale il 24 giugno 1963, non ancora diciottenne frequentò il Corso Allievi presso la Scuola di Iglesias ed il Nucleo Logistico Allievi di Gaeta.
Nel settembre 1973, sposò Daria Guerrini, originaria di Legnago, e dal matrimonio nacque Angelo. La vedova morì il 1º agosto 2001 dopo una malattia.

### Carriera
Promosso Carabiniere il 31 dicembre 1963, fu destinato prima al Battaglione di Genova e successivamente a Reparti di supporto della struttura NATO in Italia, a Vicenza e a Verona. Dal 1971 prestò servizio nella Legione di Parma, presso le stazioni di Modena Principale, Finale Emilia e Marsaglia. Dal 1977 fu assegnato alla stazione di Luzzara e nello stesso anno ottenne la promozione ad Appuntato. Durante il suo servizio, assunse in diverse occasioni il comando interinale del Reparto. Nel settembre 1995 fu inquadrato nel ruolo Sovrintendenti con il grado di Brigadiere Capo.
Il 28 luglio 1998, alle ore 14:40, a Luzzara, una pattuglia della locale Stazione, composta dal Brigadiere Capo Pasquale Iscaro e dal Carabiniere Umberto Cioccia, intervenne presso la filiale della Banca Agricola Mantovana, allertata da un passante per una rapina in corso. Giunti sul posto, i militari si accorsero della presenza di due rapinatori armati di pistola, con volto travisato da fazzoletti e con parrucche. Chiesero rinforzi e si appostarono nei pressi dell'uscita. I criminali, accortisi della presenza dei carabinieri, tentarono comunque la fuga, utilizzando un cliente e un impiegato della banca come scudi umani e intimando ai militari di deporre le armi, sotto minaccia di uccidere gli ostaggi. I carabinieri, per evitare spargimenti di sangue, deposero a terra le loro armi d'ordinanza. I rapinatori, impossessatisi della pistola del Carabiniere Cioccia, si diedero alla fuga, rilasciando gli ostaggi solo dopo aver raggiunto la loro Fiat Uno rossa, risultata rubata.
A quel punto, il Brigadiere Iscaro, dimostrando coraggio e determinazione, recuperò la sua pistola e si pose all'inseguimento dei malviventi, non più protetti dagli ostaggi. I fuggitivi aprirono immediatamente il fuoco contro il Sovrintendente, colpendolo al torace. Il Brigadiere, benché ferito mortalmente, esplose nove colpi con la sua pistola. Il Carabiniere Cioccia, recuperato il mitra Beretta M12 dall'auto di servizio, sparò a sua volta cinque colpi. 
Nonostante il conflitto a fuoco, i rapinatori riuscirono ad allontanarsi a bordo della Uno, crivellata di colpi. Tuttavia, dopo poche ore, il veicolo fu rinvenuto abbandonato a circa trenta km di distanza, in località Croce del Gallo di Suzzara, con a bordo il corpo senza vita di un rapinatore, identificato come un giostraio quarantenne con precedenti penali. Le indagini successive permisero di identificare e catturare il secondo rapinatore, un cinquantatreenne veneto, responsabile di 48 rapine e con legami con la Mala del Brenta, che fu condannato all'ergastolo in quanto riconosciuto autore materiale dell'omicidio del Brigadiere Iscaro. 
Al Brigadiere Capo Pasquale Iscaro, per il suo atto di coraggio nel fronteggiare i criminali e il sacrificio della vita al fine di impedire il compimento del reato, venne concessa la Medaglia d'Oro al Valor Militare "alla memoria". Il Carabiniere Umberto Cioccia fu insignito della Medaglia di Bronzo al Valor Militare.

## Memoria
A Luzzara è stata posta una lapide che ricorda l'evento. Dal 1999 è stata istituita una borsa di studio in suo nome assegnata agli studenti dell'Istituto Comprensivo di Luzzara.
Le caserme sedi delle Stazioni Carabinieri di Luzzara (RE) e Pietrastornina (AV) sono intitolate alla sua memoria. Portano il suo nome il 239º Corso Allievi Carabinieri Ausiliari (2001) e il 29° Corso allievi Vicebrigadieri di Velletri.